# Светлин Нончев
Светослав Нончев е бивш български футболист, полузащитник.

## Кариера
Играл е за Нефтохимик, Сливен, Черноморец, Металург, Спартак (Варна), Искър, Хебър и Лиа Атлетик (Малта). В А група има 93 мача и 10 гола. Четвъртфиналист за купата на страната през 1993 г. със Сливен и през 1999 г. със Спартак (Вн). За купата на УЕФА е изиграл 2 мача с Нефтохимик. Футболен мениджър.

## Статистика по сезони
- Нефтохимик – 1990/91 – В група, 7 мача/1 гол
- Нефтохимик – 1991/92 – Б група, 16/2
- Сливен – 1992/93 – А група, 19/2
- Черноморец – 1993/94 – А група, 21/3
- Черноморец – 1994/95 – Б група, 26/5
- Черноморец – 1995/96 – В група, 28/7
- Металург – 1996/97 – Б група, 17/2
- Нефтохимик – 1997/98 – А група, 21/2
- Нефтохимик – 1998/ес. - А група, 6/0
- Спартак (Вн) – 1999/пр. - А група, 5/1
- Искър – 1999/00 – Б група, 29/5
- Хебър – 2000/01 – А група, 21/2
- Лиа Атлетик – 2001/02 – Малтийска Висша Лига, 17/4
- Лиа Атлетик – 2002/03 – Малтийска Първа Дивизия, 9/2